# Freundeskreis
Freundeskreis (traducibile in italiano come "Cerchia di amici"), conosciuti anche come FK, sono un gruppo hip hop tedesco, provenienti da Stoccarda. Il gruppo è formato da Max Herre, Don Philippe e DJ Friction e le loro canzoni sono tanto in tedesco, quanto in inglese, francese ed esperanto.
Il loro rap è ascrivibile al filone conscious e negli ultimi dieci anni hanno pubblicato tre album che hanno raggiunto la Top 20 nel loro paese.
Per quanto possa sembrare singolare il fatto di fare rap in più lingue è in realtà una caratteristica comune nell'Hip hop tedesco. Uno dei loro ultimi album,  Krauts with Attitude, contiene ben undici canzoni in inglese e solo tre in lingua tedesca.

## Storia

### Freundeskreis
I Freundeskreis sono conosciuti principalmente per le liriche di stampo politico, legate ad argomenti come l'uguaglianza e l'internazionalismo. Dopo l'album di debutto, Quadratur des Kreises ("quadratura del cerchio") e il singolo di successo A-N-N-A che raggiunse il sesto posto nella German charts, la band produsse un secondo album, Esperanto, che richiama nel titolo la lingua che il gruppo utilizza in alcune delle sue canzoni. La ragione che sta alla base di questa scelta è la speranza che l'hip hop possa essere l'esperanto della gioventù.
Tra il 1999 e il 2000 singoli come Mit Dir (Con te; con Joy Denalane, che in seguito sarebbe divenuta moglie di Max Herre) e Tabula Rasa Pt. II riportarono la band nelle classifiche musicali. Il gruppo produsse una cover della canzone Halt dich an deiner Liebe fest, scritta da Rio Reiser, per la colonna sonora di 23,adattandola al Police & Thieves riddim di Lee "Scratch" Perry.
Nel 2001 la band si divise, per dare modo ai tre membri di seguire le proprie carriere da solisti. Il più attivo è stato certamente Max Herre, che, oltre ad aver prodotto un album solista, ha lavorato come produttore per Joy Denalane.
Nel 2007 è uscito un Greatest Hits.

### FK Allstars
FK Allstars è un collettivo costituitosi a partire dalla collaborazione di numerosi artisti hip hop Soul, e reggae, tra cui Max Herre, Sekou Neblett, Afrob, Brooke Russell, Joy Denalane e Gentleman. A dispetto delle origini prettamente hip hop degli FK il progetto ha sonorità molto varie, che spaziano dal reggae, al soul, al funk, per arrivare persino a toccare il jazz.

## Discografia

### Album
- 1997 - Quadratur des Kreises
- 1999 - Esperanto
- 2007 - FK 10 - Best Of

### Singoli
| Anno | Titolo                                            | Posizione in classifica |
| Anno | Titolo                                            | Germania                |
| ---- | ------------------------------------------------- | ----------------------- |
| 1997 | A-N-N-A                                           | 6                       |
| 1997 | Leg dein Ohr auf die Schiene der Geschichte       | -                       |
| 1997 | Wenn der Vorhang fällt                            | 77                      |
| 1998 | Tabula Rasa con Mellowbag e Gentleman             | 13                      |
| 1998 | Halt dich an deiner Liebe fest                    | 30                      |
| 1999 | Esperanto                                         | 46                      |
| 1999 | Mit dir con Joy Denalane                          | 9                       |
| 1999 | You can't run away con Gentleman e Udo Lindenberg | 74                      |
| 2000 | Tabula Rasa Pt. II con FK Allstars                | 30                      |